# Olavo Rodrigues Barbosa
Olavo Rodrigues Barbosa, també conegut com a Nena, (Porto Alegre, 11 de juliol de 1923 - Goiânia, 17 de novembre de 2010) fou un futbolista brasiler de les dècades de 1940 i 1950.

## Trajectòria
Va néixer a Porto Alegre, Rio Grande do Sul. Començà a destacar al club SC Internacional de Porto Alegre, on jugà entre 1940 i 1949, i a més fou vuit cops campió estatal. El 1949 fitxà per l'Associação Portuguesa de Desportos de São Paulo, club on guanyà el Torneig Rio-São Paulo de 1952 i 1955. Jugà amb la selecció brasilera entre 1947 i 1952, i participà en el Mundial de 1950, sense arribar a jugar cap partit.

## Palmarès
- Campionat gaúcho:
  - 1940, 1941, 1942, 1943, 1944, 1945, 1947, 1948
- Torneio Rio-São Paulo:
  - 1952, 1955